# Hipólito Daguenet
Hipólito Daguenet (Hippolyte Daguenet) fue un marino francés. Como capitán de corbeta se desempeñó en el bloqueo francés al Río de la Plata en 1838. Al mando de la fragata Andromède cumplió también tareas en las Antillas.

## Combate de Martín García
El capitán Hipólito Daguenet, al mando del D'Assas, había recibido de su superior el contraalmirante Luis Francisco Leblanc el 22 de septiembre la orden de apresar a la pequeña escuadrilla de la Confederación Argentina al mando del capitán Toll estacionada en Paysandú. No obstante sus órdenes cambiaron rápidamente: para hacer fracasar la mediación al conflicto ofrecida por Gran Bretaña, el vicecónsul francés Aymé Roger dispuso que Daguenet bloqueara la estratégica isla de Martín García, pero Leblanc deseoso de un acto de fuerza dispuso la ocupación directa, dando participación al caudillo oriental colorado Fructuoso Rivera para guardar las formas.
El 11 de octubre de 1838 Daguenet comandó las fuerzas de la alianza (una flota de ocho navíos, cuatro franceses y cuatro de los partidarios de Rivera, 40 cañones y 500 hombres de tropa) contra las escasas fuerzas de defensa de la Confederación Argentina, 110 hombres al mando del jefe del Regimiento de Patricios el coronel Jerónimo Costa.
La isla fue capturada pese a la heroica defensa de la pequeña guarnición.
Daguenet, tras dejar a cargo de la isla a los riveristas, trasladó a los prisioneros a Buenos Aires y solicitó una tregua para desembarcarlos en razón de "que no deben ser retenidos por su heroico comportamiento". Rosas la concedió y el 14 los lanchones del D'Assas llevaron a tierra a los 97 prisioneros. El comandante Lalande de Calán acompañó personalmente a Costa, Thorne y Argerich, y permitió enarbolar en la proa del bote que los conducía el pabellón argentino. 
Costa llevaba también una carta de Daguenet para Rosas recomendando su valor:

Al Sr Gobernador General de la República Argentina.
Exmo. Señor:
Encargado por el Sr. Almirante Leblanc, comandante en Gefe de la estación del Brasil y de los mares del Sur, de apoderarme de la Isla de Martin García con las fuerzas que había puesto á mi disposición para este objeto, desempeñé el 11 de este mes esta misión que me había sido confiada. Ella me ha presentado la oportunidad de apreciar los talentos militares del bravo Coronel Costa, Gobernador de esta isla, y de su animosa lealtad hacia su pais. Esta opinión tan francamente manifestada, ha sido también la de los Capitanes de las corbetas francesas, la Expeditive y la Bordalaise, que han sido testigos de la increíble actividad del Sr. Coronel Costa, y las sabias disposiciones tomadas por este oficial superior, para la defensa de la importante posición que estaba encargado de conservar. Lleno de estimación por él he creído que no podria darle una mejor prueba de los sentimientos que nte ha inspirado, que manifestando á V.E. su bella conducta durante el ataque, dirigido contra él el 11 de este mes por fuerzas bastante superiores á las de que él podia disponer.
Soy con el mas profundo respeto, Sr. Gobernador General, de V.E. su muy humilde y muy obediente servidor.
El Comandante del bloqueo y Gefe de la expedición sobre Martin García, 
Hipólito Daguenet
A bordo del d'Assas, delante de Buenos Aires, el 14 de Octubre de 1838